# قرعية
الفصيلة القرعية أو القرعيات (باللاتينية: Cucurbitaceae) هي أشهر الفصائل في رتبة القرعيات. الفصيلة القرعية من أكثر المجموعات النباتية تباينًا وراثيًا. تتباين نباتات القرعيات سواء كفصيلة أو كنباتات فردية في التطور والتأقلم. وقد أدى التوسع الكبير في الدراسات إلى ظهور مجال خصب للأبحاث في هذه الفصيلة.
التلقيح السائد بها التلقيح الخلطي لأنه منفصل الجنس .

## الوصف النباتي
تعتبر نباتات الفصيلة القرعية نشيطة وجريئة في نموّها. أوراقها ضخمة وأزهارها صفراء شبيهة بالأبواق. تتطلب نباتات الفصيلة القرعية الكثير من المساحة، لذا فإن الأصناف المتسلّقة منها يمكن تعريشها لكي تنمو بشكل عمودي، أما الأصناف غير المتسلقة فتكون أقل تمدّداً. هذه العائلة مشهورة بثمارها، لذا فإن القرعيات - في الغالب - يتم زراعتها للاستفادة من ثمارها، بالدرجة الرئيسية، وبدرجة أقل فإن أزهارها وحتى بذورها صالحة للأكل.

## أبرز أنواع الفصيلة القرعية
- الكوسا (Cucurbita pepo)
- الخيار (Cucumis sativus)
- ليف (Luffa cylindrica)
- الشمام أو البطيخ الأصفر (Cucumis melo)
- اليقطين (Cucurbita maxima, C. moschata, C. pepo)
- البطيخ الأحمر (Cirullus lanatus)
- القرع بأنواعه
- القاوون أو المعضوضة (Momordica)
- الحنظل (Citrullus colocynthis)
- شايوت (Sechium edule)
- خيار بري

## وصلات خارجية
- Anat Avital and Harry S. Paris, 2014, 'Cucurbits depicted in Byzantine mosaics from Israel, 350–600 CE', Annals of Botany 114: pp. 203-22. نسخة محفوظة 22 ديسمبر 2015 على موقع واي باك مشين.